# Ayanleh Souleiman
Ayanleh Souleiman (ur. 3 grudnia 1992) – dżibutyjski lekkoatleta specjalizujący się w biegach średnio i długodystansowych, jeden z dwóch (obok Ahmeda Salaha) medalistów mistrzostw świata z tego kraju.
Odpadł w eliminacjach biegu na 3000 metrów podczas mistrzostw świata juniorów młodszych w 2009. Bez większych sukcesów startował na dystansach 800 i 1500 metrów w 2011 na mistrzostwach Afryki juniorów. Sezon 2011 zakończył – w biegu na 1500 metrów – szóstą lokatą na igrzyskach afrykańskich oraz złotym medalem igrzysk panarabskich. Finalista halowych mistrzostw świata (2012). Srebrny medalista Mistrzostw Afryki (2012). Zdobywca złotego medalu na mistrzostwach panarabskich z maja 2013. W 2013 także zajął 3. miejsce w biegu na 800 metrów podczas mistrzostw świata w Moskwie, zdobywając tym samym pierwszy od 1991 roku medal światowego czempionatu dla Dżibuti. Zwycięzca łącznej punktacji Diamentowej Ligi 2013 w biegu na 1500 metrów. Złoty medalista igrzysk frankofońskich w Nicei (2013). Na początku 2014 został halowym mistrzem świata w biegu na 1500 metrów, a w sierpniu tego samego roku sięgnął po złoto mistrzostw Afryki w Marrakeszu. Czwarty zawodnik biegu na 1500 metrów podczas igrzysk olimpijskich w Rio de Janeiro (2016).

## Osiągnięcia
| Rok  | Impreza                               | Miejsce          | Konkurencja    | Lokata     | Wynik    |
| ---- | ------------------------------------- | ---------------- | -------------- | ---------- | -------- |
| 2009 | Mistrzostwa świata juniorów młodszych | Tyrol Południowy | bieg na 3000 m | eliminacje | 8:31,83  |
| 2011 | Mistrzostwa Afryki juniorów           | Gaborone         | bieg na 800 m  | eliminacje | 1:51,78  |
| 2011 | Mistrzostwa Afryki juniorów           | Gaborone         | bieg na 1500 m | 9. miejsce | 3:46,97  |
| 2011 | Igrzyska afrykańskie                  | Maputo           | bieg na 1500 m | 6. miejsce | 3:44,77  |
| 2011 | Igrzyska panarabskie                  | Doha             | bieg na 1500 m | 1. miejsce | 3:34,32  |
| 2012 | Halowe mistrzostwa świata             | Stambuł          | bieg na 1500 m | 5. miejsce | 3:47,35  |
| 2012 | Mistrzostwa Afryki                    | Porto-Novo       | bieg na 1500 m | 2. miejsce | 3:36,34  |
| 2013 | Mistrzostwa panarabskie               | Doha             | bieg na 1500 m | 1. miejsce | 3:39,44  |
| 2013 | Mistrzostwa świata                    | Moskwa           | bieg na 800 m  | 3. miejsce | 1:43,76  |
| 2013 | Mistrzostwa świata                    | Moskwa           | bieg na 1500 m | półfinał   | 3:37,69  |
| 2013 | Igrzyska frankofońskie                | Nicea            | bieg na 1500 m | 1. miejsce | 3:57,35  |
| 2014 | Halowe mistrzostwa świata             | Sopot            | bieg na 1500 m | 1. miejsce | 3:37,52  |
| 2014 | Mistrzostwa Afryki                    | Marrakesz        | bieg na 1500 m | 1. miejsce | 3:42,49  |
| 2014 | Puchar interkontynentalny             | Marrakesz        | bieg na 1500 m | 1. miejsce | 3:48,91  |
| 2015 | Mistrzostwa panarabskie               | Manama           | bieg na 5000 m | 1. miejsce | 13:17,97 |
| 2016 | Halowe mistrzostwa świata             | Portland         | bieg na 1500 m | 9. miejsce | 3:53,69  |
| 2016 | Igrzyska olimpijskie                  | Rio de Janeiro   | bieg na 800 m  | półfinał   | 1:45,19  |
| 2016 | Igrzyska olimpijskie                  | Rio de Janeiro   | bieg na 1500 m | 4. miejsce | 3:50,29  |
| 2017 | Mistrzostwa świata                    | Londyn           | bieg na 1500 m | eliminacje | 3:46,64  |
| 2018 | Halowe mistrzostwa świata             | Birmingham       | bieg na 1500 m | –          | DNS      |
| 2018 | Mistrzostwa Afryki                    | Asaba            | bieg na 1500 m | 4. miejsce | 3:37,18  |
| 2019 | Mistrzostwa panarabskie               | Kair             | bieg na 1500 m | 1. miejsce | 3:43,84  |
| 2019 | Igrzyska afrykańskie                  | Rabat            | bieg na 1500 m | 2. miejsce | 3:38,44  |
| 2019 | Mistrzostwa świata                    | Doha             | bieg na 1500 m | półfinał   | 3:38,79  |

## Rekordy życiowe
- bieg na 800 metrów (stadion) – 1:42,97 (17 lipca 2015, Monako) rekord Dżibuti.
- bieg na 1000 metrów (hala) – 2:14,20 (16 lutego 2016, Sztokholm) rekord świata[2].
- bieg na 1500 metrów (stadion) – 3:29,58 (18 lipca 2014, Monako) rekord Dżibuti.
- bieg na 1500 metrów (hala) – 3:35,2h (6 lutego 2014, Sztokholm) rekord Dżibuti.
- bieg na milę – 3:47,32 (31 maja 2014, Eugene) rekord Dżibuti
- bieg na 3000 metrów (stadion) – 7:42,22 (11 maja 2012, Doha) rekord Dżibuti.
- bieg na 3000 metrów (hala) – 7:39,81 (10 lutego 2013, Gandawa)
- bieg na 5000 metrów – 13:17,97 (27 kwietnia 2015, Manama)